# Funcional lineal positiva
En análisis funcional, una funcional lineal f en una C* álgebra {\displaystyle {\mathcal {A}}} es positiva si
{\displaystyle f(A)\geq 0}
siempre que A sea un elemento positivo de {\displaystyle {\mathcal {A}}}.
Véase también:
- teorema de representación de Riesz
- elemento positivo